# Kerstin Weule
Pour les articles homonymes, voir Weule.
Kerstin Weule née en 1966 à Braunlage en Allemagne, est une triathlète germano-américaine championne du monde de Xterra Triathlon en 2000.

## Biographie

### Jeunesse
Kerstin Weule grandit en Allemagne où ses parents ont l'habitude jusqu'à deux fois par semaine, de l'emmener sur une piste d’athéisme, ce qui lui donna l'envie de participer à plusieurs sports différents. Sa première compétition a eu lieu à la piscine à l'âge de 11 ans, quelques années plus tard elle est championne d'Allemagne par équipes de natation trois années consécutives avec le SSF Bonn (de) (de 1982 à 1984), elle pratiquera par la suite le pentathlon moderne pendant quatre ans et son attirance grandissante pour le triathlon commença en 1991. 

### Carrière en triathlon
Kerstin  Weule a déménagé en 1989 aux États-Unis parce qu'elle aimait le climat du Colorado, elle pratiqua d'abord la natation aux séries Masters USA et obtint une victoire et six places dans le « Top 10 », en 1994 elle est classée quatrième du triathlon américain courte distance et obtient le prix de deuxième triathlète féminine de l'année au Rookie of the Year. En 1996, son implication dans ce sport l'incita à demander sa naturalisation américaine.
Durant sa carrière de huit années de triathlète, elle a remporté dix neuf titres de Xterra, y compris les Pro séries USA en 1999 et 2000 et le championnat du monde Xterra en l'an 2000, elle est introduite dans le Xterra Hall of Fame en 2007.

### Vie professionnelle
Elle détient une maîtrise en physiologie de l'exercice de l'Université sportive allemande de Cologne et est diplômée en 1998 avec les honneurs de l'Institut de massothérapie du Colorado (MTIC), elle exerce le métier de  masseur-thérapeute à Denver (Colorado).

## Palmarès
Le tableau présente les résultats les plus significatifs (podium) obtenus sur le circuit international de triathlon depuis 1999.
| Année | Compétition                        | Pays        | Position           | Temps           | Nationalité sportive |
| ----- | ---------------------------------- | ----------- | ------------------ | --------------- | -------------------- |
| 2002  | Xterra Angleterre                  | Royaume-Uni | Médaille d'or      | Timing          |                      |
| 2001  | Championnat du monde Xterra - Maui | États-Unis  | Médaille de bronze | 3 h 12 min 37 s |                      |
| 2000  | Championnat du monde Xterra - Maui | États-Unis  | Médaille d'or      | 3 h 7 min 4 s   |                      |
| 2000  | Xterra Angleterre                  | Royaume-Uni | Médaille d'or      | Timing          |                      |
| 2000  | Xterra USA Tour                    | États-Unis  | Médaille d'or      |                 |                      |
| 1999  | Championnat du monde Xterra - Maui | États-Unis  | Médaille d'argent  | 3 h 6 min 27 s  |                      |
| 1999  | Xterra USA Tour                    | États-Unis  | Médaille d'or      |                 |                      |